# Paradoxa
Paradoxa é um género de gastrópode  da família Buccinidae.
Este género contém as seguintes espécies:
- Paradoxa confirmata (Fernandes & Rolan, 1990)
- Paradoxa thomensis (Fernandes & Rolan, 1990)